# Maria Maddalena Martinengo
Maria Maddalena Martinengo, al secolo Margherita (Brescia, 4 ottobre 1687 – Brescia, 27 luglio 1737), è stata una religiosa e mistica italiana dell'ordine delle clarisse cappuccine, beatificata da papa Leone XIII nel 1900.

## Biografia
Apparteneva alla nobile famiglia Martinengo dei conti da Barco. Di salute cagionevole, perse presto la madre e il padre l'affidò alle orsoline di Santa Maria degli Angeli.
Superata la contrarietà del genitore, nel 1705 abbracciò la vita monastica tra le cappuccine di Nostra Signora della Neve, prendendo il nome religiosa di suor Maria Maddalena.
Nel monastero scelse di dedicarsi alle faccende più umili (cucina, portineria), ma nel 1723 fu nominata maestra delle novizie e poi badessa; si distinse per le opere di penitenza e le doti mistiche tra cui la stigmatizzazione invisibile, il matrimonio mistico e le frequenti visioni. Per obbedienza al suo confessore, scrisse la sua vita e le sue esperienze.
Morì di tubercolosi nel 1737.

## Il culto
La causa di canonizzazione fu introdotta il 1º settembre 1762. Il 5 maggio 1778 papa Pio VI ne decretò l'eroicità delle virtù, riconoscendole il titolo di venerabile.
Fu proclamata beata il 3 giugno 1900 da papa Leone XIII in seguito al riconoscimento di due miracoli: la guarigione inspiegabile di Isabella Groppeli Gromi da vomica polmonare e la doppia guarigione di Giuseppe Tosi, divenuto poi sacerdote, da vaiolo e cecità e la guarigione da reumatismo deformante di Maria Teresa Tosi, zia dello stesso.
Il suo elogio si legge nel Martirologio romano al 27 luglio. Le sue reliquie sono venerate nella chiesa del monastero delle Clarisse Cappuccine in via Arimanno 17 a Brescia. La vicepostulazione è curata dai Frati minori cappuccini della Lombardia.